# 一伊那尔栖
一伊那尔栖（5月20日）是一名VTuber、歌手和插画家，所属事务所为Hololive Production，是其英语地区部门“Hololive English”初期团体“Myth”（神话组）的成员之一。

## 概述
|                | 某日捡到了一本“奇怪的书”后获得了操控触手的能力。对其本人而言触手只是日常生活的一部分。不过，少女心的她连触手都想给它打扮打扮。 自从获得这个力量以来，就有远古之声给她传来低语和天启，纯洁而又平凡的她似乎正通过VTuber活动削减人们的SAN值。 |
| ——官方网站介绍 | |

角色设计由插画师黑星红白负责，Live2D模型由rariemonn制作。粉丝昵称是“Tentacult”或“Takodachi”。
其姓的假名為，意思是「二的前面」，因此漢字寫作；名字源自拉丁文，意思是「虛空」。

### 人物/情节
- 声音特点为中频平静，可以流畅使用英语、日语和韩语交流，常被粉丝们称为双关语爱好者[4]。
- 虽然她经常被视为章鱼，但她自称是人。
- 她擅长绘画，常常创作自己的直播插图，参与官方商品的插图创作。
- 粉丝为庆祝他2021年5月20日的生日，将其二次创作作品展示在时代广场的广告牌上[5]。

## 经历

### 2020年
- 9月9日，Hololive宣布出道，并公开了推特账号和YouTube频道。
- 9月13日，在Youtube进行初配信后达到10万追踪数。[6]
- 9月18日，Youtube平台收益化通过。
- 11月14日，YouTube平台的订阅数达到50万。

### 2021年
- 4月1日，发布了愚人节Q版形象[7]。
- 5月6日，发表新衣装“画家”。
- 5月28日，YouTube达到100万追踪数，为Hololive旗下第15位达到金盾的Vtuber。
- 8月5日，发表第一首原创曲《VIOLET》。
- 12月12日，发表新衣装“蝴蝶结日式刺绣服装”。

### 2022年
- 1月9日，发表新衣装“正月衣装”。
- 1月21日，于推特上的追踪数达到100万。
- 10月10日，因健康问题将暂停活动并进入长时间的休养[8]。

### 2023年
- 1月9日，恢复直播活动。
- 1月10日，YouTube平台的订阅数达到150万。
- 2月19日，发表3D形象[9]。

## 出演

### 活动
- 繪圖直播活動《Drawfest》（2021年5月23日，網絡，Pixiv、Wacom合辦）
- Crunchyroll Expo（英语：Crunchyroll Expo） 2022（2022年8月5日，美国加利福尼亚州圣何塞市）[10][11]

### 演唱會
- 阿库娅色 in 奇妙～☆仙境♪（2022年1月28日，日本东京都江东区）客串演出[12] [13]
- Hololive 3rd Fes. "Link Your Wish"（2022年3月20日，日本千叶县）[14][15]
- Hololive 4th Fes. "Our Bright Parade"（2023年3月18日-19日，日本千叶县）[16][17]

## 其他
- ACC Young Creators Choice（2021年）在日本的商業廣告聯盟ACC舉辦的ACC CREATIVE CROSSING當中[18]，以插畫家的身份獲選ACC Young Creators Choice 2021[19][20]。
- 《王國之心》的擁躉；在噶嗚·古拉的《反斗車王》惡作劇電話中，以《王國之心》反擊，而以該惡作劇改編的動畫短片在Youtube上有超過1200萬人次觀看[21]；另外，她在2022年2月任天堂直面會的同步觀看會當中，因《王國之心》在Nintendo Switch上發售，而驚呼一句成為了網絡迷因[22]。
- 她為森美聲的首張EP《DEAD BEATS》繪畫專輯封面。

## 音樂作品

### 發行作品
|      | 發布日期       | 樂曲名稱   | 數位媒體規格產品編號 | 實體發行規格產品編號 | 備註 |
| ---- | -------------- | ---------- | -------------------- | -------------------- | ---- |
| 單曲 |                |            |                      |                      |      |
| 1    | 2021年8月6日   | VIOLET     | CVRD-058             |                      |      |
| 2    | 2024年5月23日  | Meconopsis | CVRD-421             |                      |      |
| 3    | 2024年12月29日 | TEMARI     | CVRD-520             |                      |      |

### 参与歌曲
| 发布日期      | 曲名                                   | 歌手                    | 标签        | 产品编号 |
| ------------- | -------------------------------------- | ----------------------- | ----------- | -------- |
| 2021年9月19日 | 浸食!! 地球全域全おーしゃん            | UMISEA                  | cover corp. | CVRD-077 |
| 2022年1月14日 | Journey Like a Thousand Years 千年の旅 | Hololive English -Myth- | cover corp. | CVRD-113 |
| 2022年8月29日 | りゅーーっときてきゅーーっ!!!          | UMISEA                  | cover corp. | CVRD-205 |
| 2022年10月1日 | Non-Fiction                            | Hololive English -Myth- | cover corp. | CVRD-220 |

## 獎項及提名
| 年度 | 獎項       | 類別           | 結果 | 參考資料 |
| ---- | ---------- | -------------- | ---- | -------- |
| 2023 | VTuber大獎 | 最佳美術VTuber | 獲獎 | [ 23 ]   |
| 2024 | VTuber大獎 | 最佳美術VTuber | 提名 | [ 24 ]   |

## 注解
1. ↑  野史學家森岡浩（日语：森岡浩）研究指出，無法找到證據證實這個讀法在現實中確實存在[3]。
2. 1 2  凑阿库娅、宝钟玛琳、一伊那尔栖、噶呜·古拉
3. 1 2  森美声、小鸟游琪亚拉、一伊那尔栖、噶呜·古拉、华生·艾米莉亚